# ダニー・ダ・コスタ
ダニー・ヴィエイラ・ダ・コスタ（Danny Vieira da Costa 、1993年7月13日 - ）は、ドイツ・ノルトライン＝ヴェストファーレン州ノイス出身のプロサッカー選手。ポジションはDF。ブンデスリーガ・1.FSVマインツ05所属。
アンゴラとコンゴ民主共和国にルーツを持つ。

## 経歴

### クラブ
バイエル・レバークーゼンの下部組織出身。2010年12月、UEFAヨーロッパリーグ・アトレティコ・マドリード戦でハーフタイムに交代しトップチームデビュー。
2012年、出場機会を求めFCインゴルシュタット04に移籍。
2016年5月2日、古巣レバークーゼンに復帰。
2021年1月22日、1.FSVマインツ05にシーズン終了までのレンタル移籍で加入。
2022年4月29日、1.FSVマインツ05にフリー移籍で復帰し、2025年までの契約を結んだ。

### 代表歴
U17ドイツ代表では11試合に出場し、U18代表とU19代表ではそれぞれ6試合に出場した。
2014年7月、アンゴラ代表への変更可能性を示唆した。

## タイトル
アイントラハト・フランクフルト
- DFBポカール:2017-18
- UEFAヨーロッパリーグ:2021-22